# Leucocelis fuscoaenea
Leucocelis fuscoaenea är en skalbaggsart som beskrevs av Franz Antoine 1987. Leucocelis fuscoaenea ingår i släktet Leucocelis och familjen Cetoniidae. Inga underarter finns listade i Catalogue of Life.